# Ligament ilio-fémoral
Le ligament ilio-fémoral (ou ligament de Bertin ou ligament en Y de la hanche ou ligament de Bigelow ou ligament en V de Bertin) est un ligament de l'articulation coxale.

## Structure
Le ligament ilio-fémoral est constitué de deux faisceaux qui naissent au niveau de l'épine iliaque antérieure et inférieure et du bord de l'acétabulum.
Le ligament forme un Y inversé avec la partie transversale du ligament ilio-fémoral qui rejoint la face antérieure du grand trochanter en suivant l'axe du col fémoral. Ce faisceau est aussi nommé dans la littérature par : faisceau supérieur du ligament de Bertin ou faisceau ilio-prétrochantérien du ligament de Bertin.
L'autre branche du Y est formé par la partie descendante du ligament ilio-fémoral descend parallèlement à l'axe de la diaphyse du fémur pour se relier au tubercule prétrochantérique inférieur. Ce faisceau est aussi nommé dans la littérature par : faisceau inférieur du ligament de Bertin ou faisceau ilio-prétrochantinien du ligament de Bertin.
Entre les deux faisceaux se trouve une partie plus fine de la capsule. Dans certains cas, il n'y a pas de division et le ligament s'étale en une bande triangulaire plate qui s'attache sur toute la longueur de la ligne intertrochantérique.
Il est intimement lié à la capsule articulaire et sert à renforcer l'articulation en résistant à son hyperextension.

## Anatomie fonctionnelle
Avec une résistance supérieure à 350 kg, le ligament ilio-fémoral est le ligament le plus résistant du corps humain et à ce titre constitue une liaison importante pour l'articulation coxale.
En position debout, lorsque le bassin est incliné vers l'arrière, le ligament est tordu et tendu, ce qui empêche le tronc de tomber vers l'arrière et la posture est maintenue sans besoin d'activité musculaire. Dans cette position, le ligament maintient également la tête fémorale enfoncée dans l'acétabulum.
Au fur et à mesure que la hanche fléchit, la tension dans le ligament est réduite et l'amplitude de rotation de l'articulation de la hanche est augmentée, ce qui permet au bassin de s'incliner vers l'arrière dans son angle d'assise. La rotation latérale et l'adduction dans l'articulation de la hanche sont contrôlées par la partie transversale forte, tandis que la partie descendante limite la rotation médiale.
En danse classique ou en gymnastique, la première position des pieds ou le grand écart nécessite une grande souplesse de ce ligament.